# Tretanorhinus
Genre
Tretanorhinus est un genre de serpents de la famille des Dipsadidae.

## Répartition
Les espèces de ce genre se rencontrent en Amérique centrale, dans le nord de l'Amérique du Sud et dans certaines îles des Antilles.

## Liste des espèces
Selon The Reptile Database (29 août 2013) :
- Tretanorhinus mocquardi Bocourt, 1891
- Tretanorhinus nigroluteus Cope, 1861
- Tretanorhinus taeniatus Boulenger, 1903
- Tretanorhinus variabilis Duméril, Bibron & Duméril, 1854

## Publication originale
- Duméril, Bibron & Duméril, 1854 : Erpétologie générale ou histoire naturelle complète des reptiles. Tome septième. Première partie, 780 p., p. 348 (texte intégral).